# 시오카와촌
시오카와촌(塩川村)은 나가노현 지사가타군에 있던 촌이다. 현재의 우에다시에 해당한다.

## 역사
- 1889년 4월 1일 - 정촌제 시행에 의해 4촌의 구역을 확장해 성립하였다.
- 1956년 9월 30일 - 마루코정에 편입해, 동일 시오카와촌은 폐지되었다.

## 교통

### 철도
- 우에다마루코전철
  - 마루코선

## 참고문헌
- 角川日本地名大辞典 20 長野県